# 特羅冰川
65°20′S 63°58′W / 65.333°S 63.967°W

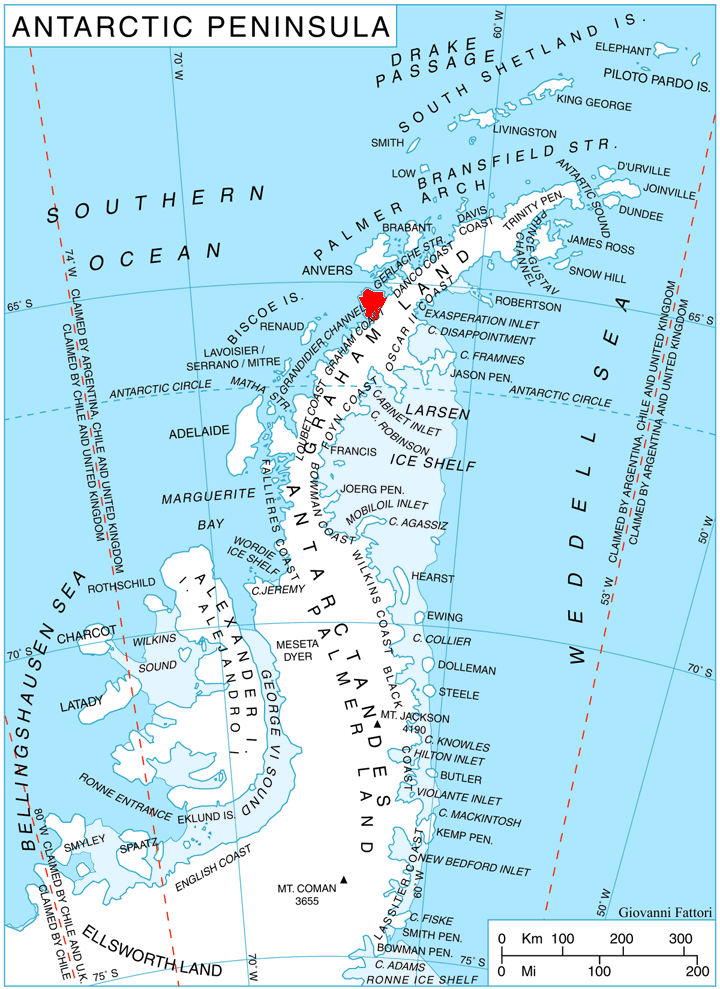

特羅冰川是南極洲的冰川，位於葛拉漢地的基輔半島，長28公里、寬2.8公里，由法國探險隊發現，最終注入科林斯灣，以比利時內政部長命名。

## 外部連結
- SCAR Composite Gazetteer of Antarctica（页面存档备份，存于）.